# ري منخفض كبير

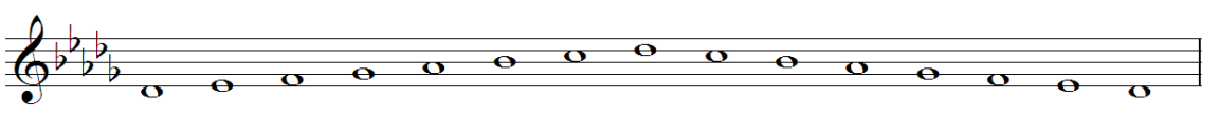
سلم ري منخفض كبير صعوداً وهبوطاً

ري منخفض كبير (D-flat major) هو سلم موسيقي كبير يتألف من الدرجات الموسيقية ري المنخفضة ♭D، مي المنخفضة ♭E، فا F، صول المنخفضة ♭G، لا المنخفضة ♭A، سي المنخفضة ♭B، دو C، وينتهي بمفتاح ري المنخفضة ♭D، وذلك على الترتيب التالي من اليسار إلى اليمين: 
♭D♭, E♭, F, G♭, A♭, B♭, C, D 
يحوي سلم ري منخفض الكبير على خمس إشارات خفض، واحدة على الري وواحدة على المي وواحدة على الصول وواحدة على اللا وواحدة على السي.
إن المفتاح الموسيقي القريب له على السلم الصغير هو سي منخفض صغير، أما المفتاح الموسيقى الموازي فهو ري منخفض صغير.